# لارس بورمايستر
لارس بورمايستر (بالألمانية: Lars Burmeister)‏ (و. 1981  م) هو عارض ألماني، ولد في هامبورغ.